# Bisonte-da-estepe
O bisonte-da-estepe (Bison priscus) era encontrado em estepes na Europa, Ásia Central, Beringia e América do Norte durante o Quaternário. Supõe-se que evoluíram em algum lugar no sul da Ásia, quase ao mesmo tempo e na mesma região que o auroque surgiu, assim seus descendentes são frequentemente confundidos.
O Bisonte-da-estepe tinha mais de dois metros de altura e se parecia com as espécies Bisonte modernas, atingindo 900kg de peso. As pontas dos chifres tinham um metro de distância uma da outra, os chifres tinham mais de meio metro de comprimento.
Ocasionalmente aparecem na arte rupestre, nomeadamente na Caverna de Altamira e Lascaux, e foram encontrados em forma de gelo naturalmente preservado.

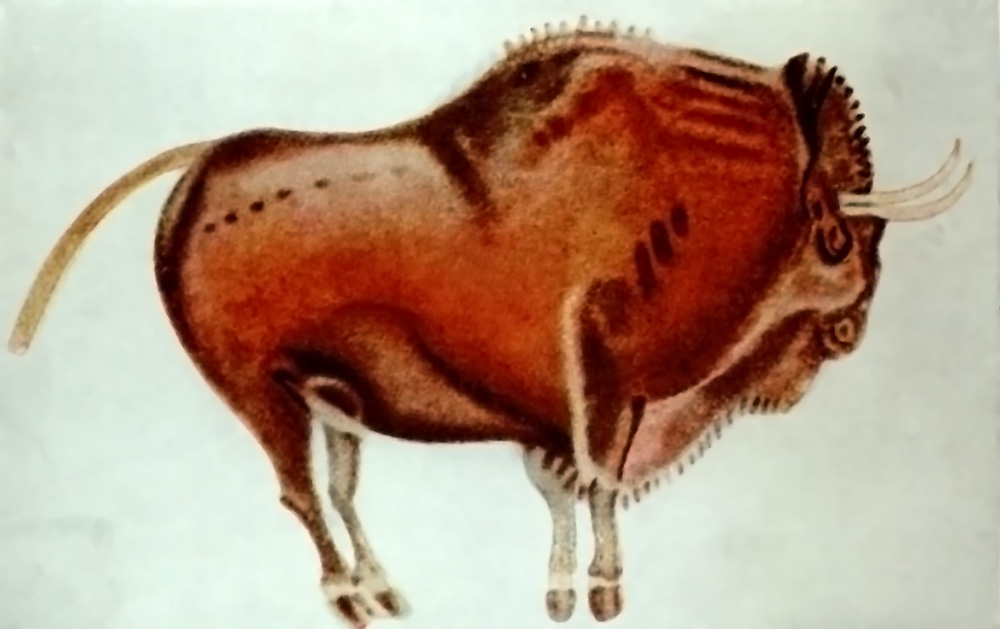
Bison priscus na caverna de Altamira.
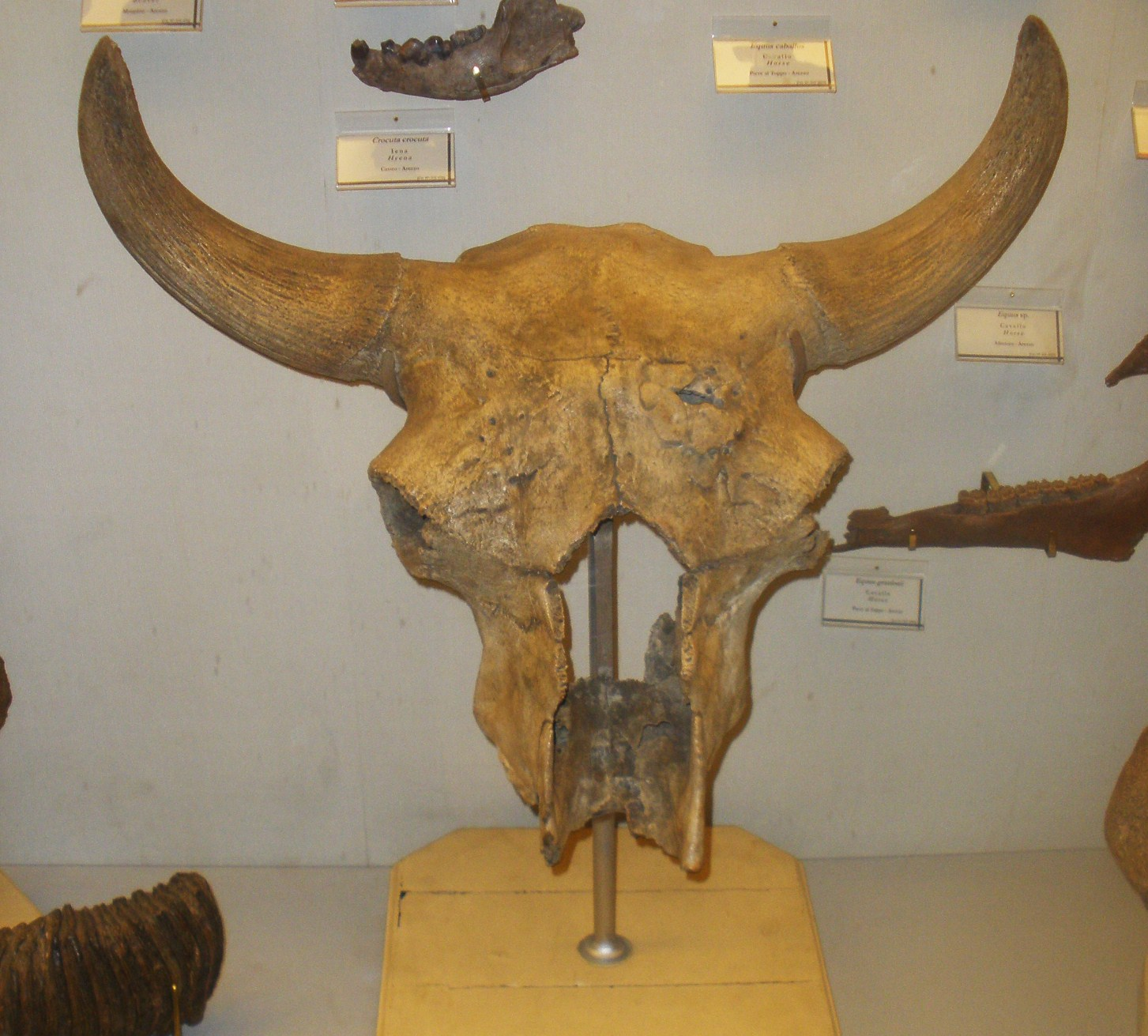
Crânio de Bison priscus.
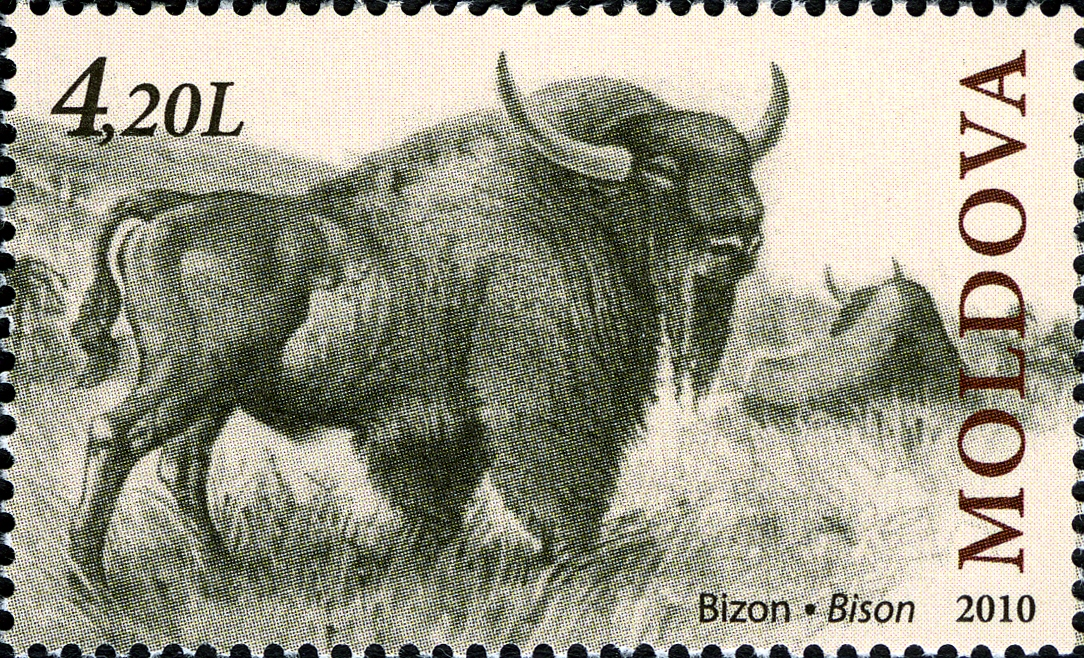
Concepção artística de um bisonte num selo moldávio